# Ghiacciaio Prospect
Il ghiacciaio Prospect (in inglese Prospect Glacier) è un ghiacciaio situato sulla costa di Rymill, nella parte occidentale della Terra di Palmer, in Antartide. Il ghiacciaio, il cui punto più alto si trova a circa 405 m s.l.m., è situato in particolare tra i monti Kinnear, a ovest, e i colli Mayer, a est, e da qui fluisce in direzione nord fino ad arrivare al ghiaccio pedemontato Forster.

## Storia
Il ghiacciaio Prospect fu scoperto nel 1936 durante una ricognizione effettuata dalla spedizione britannica nella Terra di Graham, comandata da John Rymill. Nel 1954 il Comitato britannico per i toponimi antartici battezzò con il nome di "Passo Prospect", un passo di montagna posto tra il ghiacciaio Eureka e il sopraccitato ghiacciaio scoperto da Rymill. Nel 1958, durante un altro sorvolo dell'area, il Falkland Islands Dependencies Survey scoprì che il passo era una formazione impossibile da riconoscere mentre il ghiacciaio era molto ben definito e decise quindi di dare il assegnare ad esso il nome di Prospect.